# Perijn Aybara

Rode Adelaarsbanner

Rode Wolf hoofd Banner

Perijn Aybara is een hoofdpersonage uit de fantasy-boekencyclus Het Rad des Tijds, geschreven door Robert Jordan. Hij is een jonge smidsleerling uit het vredige dorpje Emondsveld die ontdekt dat hij Ta’veren is. Hij is bevriend met Rhand Altor, de Herrezen Draak, die geacht wordt de Duistere zelf te bevechten tijdens Tarmon Gai’don, de laatste slag.
Perijn Aybara werd geboren in 978 NE in Tweewater, als zoon van Con en Joslyn Aybara. Hij groeide op op de Aybara-boerderij even ten oosten van Emondsveld, met twee jongere zusjes (Adora en Deselle) en een jonger broertje (Peet). In zijn tienerjaren ging hij in de leer bij de dorpssmid Haral Lohan uit Emondsveld, bij wie hij ging inwonen. Het gezin van Haral en Alsbet Lohan werd hierdoor een tweede familie voor hem. Het smidsvak blijkt zijn passie te zijn; hij besteedt er veel tijd aan en heeft duidelijk talent. Hoewel hij veel kwaliteit levert, blijft hij heel bescheiden over zijn werk. Hij is bevriend met Rhand Altor en Mart Cauton, maar komt ouder over dan zijn vrienden. Perijn is wat stil en eenzelvig van aard en komt erg serieus over. Hij is een flinke jongeman met brede schouders en krullend bruin haar. Als hij ontdekt dat hij een ‘Wolfsbroeder’ is, kleuren zijn ogen geel.

## Samenvatting van Perijns avonturen
Het Oog van de Wereld: Na de Trolloks-aanval op Emondsveld vertrekt Perijn met de groep van Moraine Sedai naar een veiligere plaats. Nadat het gezelschap in de spookstad Shadar Logoth uiteenvalt komt hij tezamen met Egwene Alveren Elyas Machera tegen, een mens die met wolven kan communiceren. Ook Perijn ontdekt dat hij deze ‘gave’ heeft en Elyas helpt hem deze te leren beheersen. Perijn wordt een wolfsbroeder; zijn irissen worden geel en zijn reuk en zicht worden veel scherper. Later wordt hij gevangengenomen door de ‘Kinderen van het Licht’, waarbij hij twee Witmantels doodt. Mede hierdoor wordt hij door de Witmantels als een Duistervriend beschouwd. Na zijn bevrijding volgt hij Moraine en Rhand naar het 'Oog van de Wereld'.
De Grote Jacht: Zijn omstreden gave als Wolfsbroeder komt goed van pas als hij samen met Mart en het legertje van Heer Ingtar uit Fal Dara een troep Trolloks achtervolgt. Hij neemt Heer Ingtar in vertrouwen en vertelt hem over zijn gave. Als Verin Sedai zich vervolgens bij het legertje voegt, probeert Perijn zijn gave echter te verbergen voor de Aes Sedai vrouwe. Vanuit Cairhien reist Perijn met het legertje en Rhand via een Portaalsteen naar de Kop van Toman. Daar weten ze de Hoorn van Valere en de Dolk van Shadar Logoth weer in handen te krijgen, maar belanden vervolgens tussen twee legers: het leger van de Seanchanen en het leger van de Kinderen van het Licht. Mart blaast op de Hoorn, de dode Helden van weleer verschijnen, Perijn draagt de Drakenbanier en Rhand strijdt met Ba'alzamon.
De Herrezen Draak: Nadat Rhand alleen richting Tyr trekt. volgen Moraine, Lan en Perijn zijn spoor. In de stad Jarra ontmoet Perijn later een 'wolfman' en leert hierdoor de consequenties van zijn gave te begrijpen. Moraine waarschuwt hem vervolgens voor de gevaren van de wereld van de dromen. In Remen bevrijdt Perijn vervolgens de Aielman Gaul. Gaul en Perijn vechten met de toesnellende Witmantels, terwijl het meisje Faile Bashere de ta’veren met belangstelling observeert. Deze Faile blijkt zijn voorspelde ‘valk’ en geliefde te zijn. Ze reist vervolgens met Moraines gezelschap mee naar Tyr, waar ze in een val loopt die de Zwarte Ajah van de Aes Sedai voor Moraine had uitgezet. Perijn betreedt de Tel’aran’rhiod om haar te bevrijden, loopt daar grote risico’s, maar weet zijn geliefde vrij te krijgen.
De Komst van de Schaduw: Na de val van Tyr reist Perijn met Faile, Loial, Gaul en de Aiel speervrouwen Chiad en Bain via de Saidinwegen naar Tweewater, waar zowel Trolloks als de Kinderen van het Licht voor veel overlast zorgen. Bovendien wordt hij gedwongen om in zijn ‘Wolfsdromen’ de gevaarlijke ‘Slachter’ te bestrijden. In Emondsveld hoort hij dat zijn familie is gedood door de Witmantels, en dat deze Marts familie gevangenhouden. Met hulp van Verin Sedai en Alanna Sedai, hun zwaardhanden en enkele mannen uit Emondsveld, weet zijn groep de familie Cauton te bevrijden, waarna ze de Trolloks bestrijden. Hierna keert hij terug naar Emondsveld, waar hij als held ontvangen wordt. Ten slotte sluiten Loial en Gaul de Saidinpoort, en wordt een laatste massale aanval van Trolloks dankzij de hulp van omliggende dorpen afgeslagen, waarna hij zijn Faile huwt, en de Witmantels wegstuurt uit Tweewater.
Heer van Chaos: Over een afstand van een half continent voelt Perijn vervolgens dat Rhand hem nodig heeft. Tezamen met een groep boogschutters uit Tweewater reist hij naar Caemlin, waar hij zijn schoonfamilie ontmoet. Als Rhand vervolgens gekidnapt wordt door de Aes Sedai van de Witte Toren organiseert hij een reddingsleger, bestaande uit Aielstrijders, Aiel-Wijzen, Soldaten van Cairhien, Soldaten van Tyr, Boogschutters uit Tweewater en Aes Sedai uit Salidar. De strijd ontaardt in een gruwelijke slachtpartij, mede door de komst van de Shaido Aiel en de Asha’man. Maar uiteindelijk wordt de overwinning behaald, en is de Herrezen Draak weer vrij.